# Йоркски университет
Вижте пояснителната страница за други значения на Йорк.
Йоркският университет (на английски: York University; на френски: Université York), също Йорк Юнивърсити или само Йорк, е сред най-известните университети в Канада, със седалище в гр. Торонто, провинция Онтарио. Наречен е на Йорк – старото име на града до 1834 г.
В него се обучават над 52 000 студенти (и докторанти) от страната и от цял свят, като по броя на обучаемите се нарежда на второ място в провинция Онтарио и на 3-то – в страната. В класацията на Academic Ranking of World Universities за 2008 г., която обхваща 1200 университета от цял свят, той е на 3-то място в Канада и на 40-о в света. Главният кампус се намира в престижната част на града Норт Йорк, на 40 км от центъра на Торонто.

## Учебни звена
- Факултет по здравеопазване
- Факултет по изящни изкуства – вкл. танцово изкуство
- Факултет по либерални изкуства и приложни науки
- Факултет по околна среда
- Факултет по педагогика
- Факултет по природни науки и инженерство – вкл. метеорология (единствено в страната)
- Факултет по следдипломно обучение – магистратура и докторантура
- Училище „Глендон“ – математика, бизнес и хуманитарни науки задължително и на двата държавни езика (английски и френски)
- Училище по бизнес „Шулих“ – бизнес училище №1 в страната и сред първите 20 в света
- Училище по право „Осгуд Хол“ – най-старото висше юридическо училище в страната (1889)

## Научни звена
В рамките на университета работят множество научни звена: 19 центъра, 4 института, катедра и др.

## Галерия
- Йоркски университет
- Колеж „Вание“
- Училище по бизнес „Шулич“
- Училище по хуманитарни и социални науки „Рос“
- Библиотека „Скот“
- Училище по компютърни науки
- Училище по медицина
- Училище по науки за живота
- „Аткинсън Резидънс“
- „Вание Резидънс“
- „Вари Хол“
- Обсерватория на Йоркския университет
- Спортен комплекс „Рексал“